# Estadio Armando Dely Valdés
El Estadio Armando Dely Valdés, es un centro deportivo, que se utiliza para partidos de fútbol, se encuentra en tierras de la Universidad de Panamá, Centro Regional Universitario de Colón (CRUC) en la comunidad de Arco Iris, Corregimiento de Cristóbal, Ciudad de Colón. Alberga a los equipos Club Deportivo Árabe Unido, Academy Champions FC, entre otros equipos de la costa atlántica. Con una capacidad de 1,200 espectadores.
Operado y administrado bajo convenio hasta 2,042 por el Instituto Panameño de Deportes. Fue utilizado también por los extintos equipos Colón C-3 Fútbol Club, Club Deportivo Centenario y al Navy Bay de la también extinta liga femenina.
Actualmente se encuentra en remodelación desde el 20 de enero de 2025 y se espera este listo para finales del mes de octubre del mismo año. Los trabajos están a cargo de la compañía PROLOSA, con un costo de 5.5 millones de dólares.

## Historia
El Estadio Armando "Pele" Dely Valdés fue inaugurado en 1970 dentro de los terrenos del Centro Regional Universitario de Colón (CRUC). 
Es un estadio ubicado en la costa atlántica y cuenta con capacidad para 1091 espectadores, luego de su última remodelación en 2014. Fue remodelado en los años 2003, 2007 y en el 2014, este último incluyéndole grama sintética además de completarse la canalización de las aguas, se mejoró el sistema de drenaje, tanto de la cancha sintética de fútbol y la pista de atletismo. Igualmente tiene nuevas graderías y cómodos vestidores, pista atlética que también cuenta con fosa para salto.

### Extensión de convenio
El 24 de enero de 2022 se anunció la firma del convenio de uso y administración por los próximos 20 años para el uso del recinto deportivo, por parte de la Universidad de Panamá y el Instituto Panameño de Deportes, siendo administrado por este último hasta 2042.

## Características
Desde 2025:
- Terreno de juego con césped sintético y especificaciones FIFA (105 x 68 metros)

- Nueva pantalla LED y juego de luces interactivas

- Moderno sistema de Riego

- Nuevo sistema contra incendios y de seguridad

- Graderías con capacidad para 2,000 espectadores:
  - Gradería Oeste con butacas (1,200 puestos)
  - Gradería Este con butacas (800 puestos)

- Baños, vestidores y oficinas

- Accesos para personas con discapacidad

## Partidos internacionales

### Selección Panameña
- Panamá 0:3  Honduras - 24 de junio de 1984 (Eliminatorias Mundialistas México 1986).  NOTA ACLARATORIA: Este partido se jugó en el Estadio Roberto Mariano Bula de Colón.

### Selección Panameña Sub-17
- Eliminatoria al Torneo Sub-17 de la Concacaf de 2003

| Equipo 1   | Resultado | Equipo 2   |
| ---------- | --------- | ---------- |
| Belice     | 0-8       | Costa Rica |
| Panamá     | 4-0       | Belice     |
| Costa Rica | 2-2       | Panamá     |